# سكوت إيفي
سكوت إيفي (بالإنجليزية: Scott Ivie)‏ هو سائق سيارة سباق أمريكي، ولد في 7 فبراير 1971.

## وصلات خارجية
- الموقع الرسمي
- سكوت إيفي على موقع Racing-Reference.info (الإنجليزية)